# John D'Amico
John David D'Amico, kanadski hokejski sodnik, * 21. september 1937, Toronto, Ontario, Kanada, † 29. maj 2005.

## Kariera
D'Amico je bil domačin iz Toronta. V hokeju se je začel udejanjati kot igralec v drugorazredni mladinski kategoriji, a je kmalu ugotovil, da igralska kariera ni zanj. Kmalu se je preizkusil v sojenju hokejskih tekem in začutil strast do sojenja. Pot ga je vodila v ligi THL in OHA, dokler se ni preizkusil na ekshibicijski tekmi lige NHL v Kitchenerju. Po tekmi mu je najvišji sodnik lige Carl Voss ponudil profesionalno pogodbo, saj je ravno tedaj Ron Wicks napredoval do glavnega sodnika in se je sprostilo eno mesto linijskega sodnika.
Njegova sodniška kariera se je začela 12. oktobra 1964, ko je bil star 27 let. Že samo po 19 tekmah, na katerih je bil delegat, je postal linijski sodnik.
Do sezone 1987, po kateri se je upokojil, je bil zadnji aktivni hokejski sodnik, ki je še sodil na tekmah iz obdobja Prvotnih šest. V celotni karieri je D'Amico zbral 1.689 tekem rednega dela sezone in 247 tekem končnice lige NHL. V svoji karieri je bil znan po izjemni fizični pripravljenosti in moči. To je bilo najvidneje, ko je bil primoran ustavljati pretepe na ledu.
Po upokojitvi je postal nadzornik sodnikov lige. Položaj je zasedal do smrti pri starosti 67 let. Umrl je po dolgem boju z levkemijo in kostnim tumorjem. 
Verjetno bolj kot kateri koli drugi sodnik je bil D'Amico znan po svojem delu po koncu vsake sezone. Svoj položaj je namreč izrabljal za organizacijo dobrodelnih prireditev, tako na svojo lastno pest, kot s pomočjo teniških in golf tekmovanj. Na prireditve je pogosto privabil tudi ligaške igralce same.
Leta 1993 je bil sprejet v Hokejski hram slavnih lige NHL. 
Njegovi problemi z zdravjem so se začeli septembra 2002, ko je utrpel srčni infarkt in je šel na operacijo srčnega obvoda. Opravljeni testi po operaciji so nakazovali na krvožilne nepravilnosti in diagnozo aplastične anemije, ki so vodile do težav z žolčnimi kamni. 
Tik pred smrtjo je D'Amico prišel na naslovnice časopisov po celi Kanadi, ko je govoril o nizki kakovosti državnega zdravstvenega sistema. D'Amica so preživeli žena Dorothy, sinovi Angelo, Jeff in Anthony, in hčerka Tina. Podobno kot njegov oče je tudi Angelo linijski sodnik v ligi NHL. 